# Aktywna ochrona przyrody

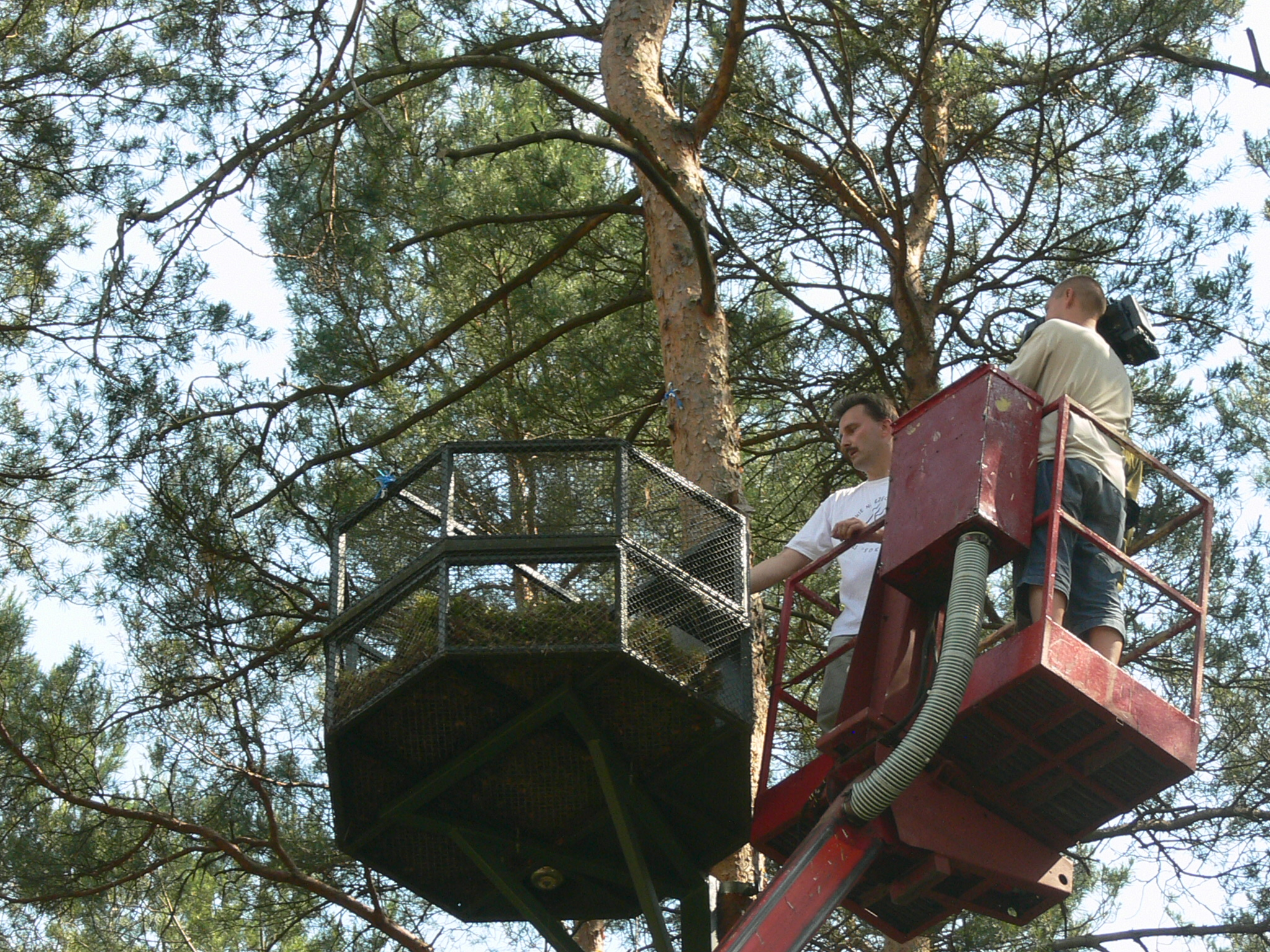
Wsiedlanie sokoła wędrownego

W odpowiedzi na świadome lub nieświadome, lecz zawsze aktywne niszczenie przyrody przez człowieka, powstała idea jej ochrony aktywnej, stawiająca sobie za cel odwrócenie lub zrekompensowanie niekorzystnych zmian wprowadzanych w środowisko przez człowieka. Wejście Polski do Unii Europejskiej otworzyło w tym względzie nowe możliwości przez uzyskanie środków unijnych na proekologiczne inwestycje. Mimo to, powodzenie idei aktywnej ochrony przyrody wciąż zależy głównie od chęci działania i świadomości każdego indywidualnego obywatela, który musi wiedzieć jak swym zachowaniem wpływa na otoczenie i chcieć zmieniać stan środowiska na lepszy. Przykładami aktywnych działań na rzecz ochrony środowiska są:
- przebudowa drzewostanów w taki sposób, aby z monokultur doprowadzić je do pierwotnej, zróżnicowanej gatunkowo i wiekowo postaci;
- wszelkiego rodzaju zalesianie i sadzenie drzew
- kontrola i przeciwdziałanie nielegalnej wycince drzew
- przeciwdziałanie kłusownictwu
- reintrodukcja, czyli ponowne wprowadzenie do ekosystemu gatunku, który kiedyś został z niego usunięty
- kontynuacja dotychczasowego sposobu użytkowania  biocenoz po to, aby zachować dotychczas zasiedlające je gatunki (koszenie łąk, mimo że nie ma potrzeby gromadzenia paszy dla zwierząt gospodarskich)
- budowa i rozwieszanie skrzynek lęgowych
- tworzenie pod drogami przepustów dla drobnych zwierząt (płazów, gadów, drobnych ssaków) i ekoprzejść nad autostradami
- cała działalność związana z recyklingiem
- wyszukiwanie i ochrona stanowisk gatunków chronionych
- umożliwienie zwierzętom dostępu do wody przez odpowiednie profilowanie brzegów cieków wodnych i zbiorników, budowa ekologicznych fontann  w mieście oraz wystawianie pojników